# Mistrovství světa v rychlobruslení juniorek
Mistrovství světa v rychlobruslení juniorek pořádá Mezinárodní bruslařská unie každoročně od roku 1973, přičemž první ročník byl testovací. Šampionát je pořádán společně s chlapeckým mistrovstvím světa.
Závodí se ve víceboji na tratích 500, 1 000, 1 500 a 3 000 m. Od roku 2002 jsou též na programu stíhací závody družstev a od roku 2009 jsou oficiálně udělovány medaile i na jednotlivých tratích.

## Medailistky

### Víceboj
| Rok  | Místo                            | Zlato                            | Stříbro                          | Bronz                            |
| ---- | -------------------------------- | -------------------------------- | -------------------------------- | -------------------------------- |
| 1973 | Assen                            | Sylvia Burkaová                  | Froukje Jongsmaová               | Kay Lundaová                     |
| 1974 | Cortina d'Ampezzo                | Erwina Ryśová                    | Taťjana Fradinaová               | Taťjana Timošinaová              |
| 1975 | Strömsund                        | Heike Langeová                   | Erwina Ryśová                    | Pietje Postmaová                 |
| 1976 | Madonna di Campiglio             | Liz Applebyová                   | Beth Heidenová                   | Katrin Loernzová                 |
| 1977 | Inzell                           | Kim Kostronová                   | Beth Heidenová                   | Bjørg Eva Jensenová              |
| 1978 | Montréal                         | Beth Heidenová                   | Bjørg Eva Jensenová              | Ines Bautzmannová                |
| 1979 | Grenoble                         | Beth Heidenová                   | Bjørg Eva Jensenová              | Ria Visserová                    |
| 1980 | Assen                            | Bjørg Eva Jensenová              | Sarah Docterová                  | Ria Visserová                    |
| 1981 | Elverum                          | Sarah Docterová                  | Elke Wirsingová                  | Yvonne van Gennipová             |
| 1982 | Innsbruck                        | Angela Stahnkeová                | Yvonne van Gennipová             | Seiko Hašimotová                 |
| 1983 | Sarajevo                         | Angela Stahnkeová                | Seiko Hašimotová                 | Sjouke Hoffmannová               |
| 1984 | Assen                            | Angela Stahnkeová                | Galina Vojločnikovová            | Song Hwa-son                     |
| 1985 | Røros                            | Cornelia Dicková                 | Ljudmila Tuberozovová            | Monique Garbrechtová             |
| 1986 | Sainte-Foy                       | Monique Garbrechtová             | Anja Ulbrichtová                 | Ljudmila Tuberozovová            |
| 1987 | Strömsund                        | Monique Garbrechtová             | Anja Ulbrichtová                 | Silke Ludingová                  |
| 1988 | Soul                             | Emi Tanakaová                    | Claudia Pechsteinová             | Šiho Kusunoseová                 |
| 1989 | Kyjev                            | Ulrike Adebergová                | Anke Baierová                    | Sandra Zwolleová                 |
| 1990 | Obihiro                          | Ulrike Adebergová                | Anke Baierová                    | Takako Tecudaová                 |
| 1991 | Calgary                          | Anke Baierová                    | Světlana Bažanovová              | Sabine Völkerová                 |
| 1992 | Varšava                          | Nami Nemotová                    | Sabine Völkerová                 | Taťjana Trapeznikovová           |
| 1993 | Baselga di Piné                  | Franziska Schenková              | Mie Šimicuová                    | Maki Tabataová                   |
| 1994 | Berlín                           | Mie Šimicuová                    | Anni Friesingerová               | Marianne Timmerová               |
| 1995 | Seinäjoki                        | Becky Sundstromová               | Anni Friesingerová               | Chris Scheelsová                 |
| 1996 | Calgary                          | Anni Friesingerová               | Renate Groenewoldová             | Aki Tonoikeová                   |
| 1997 | Butte                            | Kirstin Holumová                 | Bak Eun-bi                       | Kanae Kobajašiová                |
| 1998 | Roseville                        | Aki Tonoikeová                   | Catherine Raneyová               | Frijke Schaatfsmaová             |
| 1999 | Geithus                          | Helen van Goozenová              | Juri Obaraová                    | Keiko Tagučiová                  |
| 2000 | Seinäjoki                        | Frédérique Ankonéová             | Wieteke Cramerová                | Heike Hartmannová                |
| 2001 | Groningen                        | Frédérique Ankonéová             | Heike Hartmannová                | Elma de Vriesová                 |
| 2002 | Klobenstein                      | Elma de Vriesová                 | Eriko Išinová                    | Judith Hesseová                  |
| 2003 | Kuširo                           | Shannon Rempelová                | Eriko Išinová                    | Maria Lambová                    |
| 2004 | Roseville                        | Eriko Išinová                    | Ireen Wüstová                    | Shannon Rempelová                |
| 2005 | Seinäjoki                        | Ireen Wüstová                    | Annette Gerritsenová             | I Sang-hwa                       |
| 2006 | Erfurt                           | Kim Ju-lim                       | Martina Sáblíková                | I Ču-jon                         |
| 2007 | Innsbruck                        | No Son-jong                      | Laurine van Riessenová           | Fu Čchun-jen                     |
| 2008 | Čchang-čchun                     | Marrit Leenstraová               | Jorieke van der Geestová         | Justine L'Heureuxová             |
| 2009 | Zakopane                         | Roxanne van Hemertová            | Yvonne Nautová                   | Katarzyna Woźniaková             |
| 2010 | Moskva                           | Lotte van Beeková                | Hege Bøkková                     | Karolína Erbanová                |
| 2011 | Seinäjoki                        | Karolína Erbanová                | Pien Keulstraová                 | Lotte van Beeková                |
| 2012 | Obihiro                          | Miho Takagiová                   | Karolína Erbanová                | Kim Po-rum                       |
| 2013 | Klobenstein                      | Miho Takagiová                   | Antoinette de Jongová            | Kaitlyn McGregorová              |
| 2014 | Bjugn                            | Antoinette de Jongová            | Melissa Wijfjeová                | Jelizaveta Kazelinová            |
| 2015 | Varšava                          | Melissa Wijfjeová                | Sanneke de Neelingová            | Jelizaveta Kazelinová            |
| 2016 | Čchang-čchun                     | Jelizaveta Kazelinová            | Mei Han                          | Pak Či-u                         |
| 2017 | Helsinky                         | Jutta Leerdamová                 | Joy Beuneová                     | Sanne in 't Hofová               |
| 2018 | Salt Lake City                   | Joy Beuneová                     | Jutta Leerdamová                 | Elisa Dulová                     |
| 2019 | Baselga di Piné                  | Femke Koková                     | Karolina Bosieková               | Ragne Wiklundová                 |
| 2020 | Tomaszów Mazowiecki              | Femke Koková                     | Robin Grootová                   | Alexa Scottová                   |
| 2021 | Zrušeno kvůli pandemii covidu-19 | Zrušeno kvůli pandemii covidu-19 | Zrušeno kvůli pandemii covidu-19 | Zrušeno kvůli pandemii covidu-19 |
| 2022 | Innsbruck                        | Jade Groenewoudová               | Evelien Vijnová                  | Pak Čche-won                     |
| 2023 | Inzell                           | Angel Dalemanová                 | Greta Myersová                   | Jade Groenewoudová               |

### 500 m
| Rok  | Místo        | Zlato               | Stříbro               | Bronz                  |
| ---- | ------------ | ------------------- | --------------------- | ---------------------- |
| 2009 | Zakopane     | Olga Fatkulinová    | An Či-min             | Jukana Nišinaová       |
| 2010 | Moskva       | Jekatěrina Ajdovová | Lotte van Beeková     | Janine Smitová         |
| 2011 | Seinäjoki    | Karolína Erbanová   | Jekatěrina Ajdovová   | Kim Hjon-jong          |
| 2012 | Obihiro      | Karolína Erbanová   | Kim Hjon-jong         | Miho Takagiová         |
| 2013 | Klobenstein  | Kim Hjon-jong       | Vanessa Bittnerová    | Kako Jamaneová         |
| 2014 | Bjugn        | Vanessa Bittnerová  | Antoinette de Jongová | Bente van den Bergeová |
| 2015 | Varšava      |                     |                       |                        |
| 2016 | Čchang-čchun |                     |                       |                        |

### 1000 m
| Rok  | Místo        | Zlato                 | Stříbro           | Bronz                 |
| ---- | ------------ | --------------------- | ----------------- | --------------------- |
| 2009 | Zakopane     | Roxanne van Hemertová | Hege Bøkková      | Olga Fatkulinová      |
| 2010 | Moskva       | Lotte van Beeková     | Hege Bøkková      | Karolína Erbanová     |
| 2011 | Seinäjoki    | Karolína Erbanová     | Hege Bøkková      | Kali Christová        |
| 2012 | Obihiro      | Miho Takagiová        | Karolína Erbanová | Kate Hanlyová         |
| 2013 | Klobenstein  | Vanessa Bittnerová    | Miho Takagiová    | Antoinette de Jongová |
| 2014 | Bjugn        | Antoinette de Jongová | Melissa Wijfjeová | Sanneke de Neelingová |
| 2015 | Varšava      |                       |                   |                       |
| 2016 | Čchang-čchun |                       |                   |                       |

### 1500 m
| Rok  | Místo        | Zlato                 | Stříbro               | Bronz                 |
| ---- | ------------ | --------------------- | --------------------- | --------------------- |
| 2009 | Zakopane     | Roxanne van Hemertová | Yvonne Nautová        | Olga Fatkulinová      |
| 2010 | Moskva       | Lotte van Beeková     | Hege Bøkková          | Karolína Erbanová     |
| 2011 | Seinäjoki    | Karolína Erbanová     | Pien Keulstraová      | Hege Bøkková          |
| 2012 | Obihiro      | Karolína Erbanová     | Kim Po-rum            | Pien Keulstraová      |
| 2013 | Klobenstein  | Miho Takagiová        | Kaitlyn McGregorová   | Antoinette de Jongová |
| 2014 | Bjugn        | Melissa Wijfjeová     | Antoinette de Jongová | Jelizaveta Kazelinová |
| 2015 | Varšava      |                       |                       |                       |
| 2016 | Čchang-čchun |                       |                       |                       |

### 3000 m
| Rok  | Místo        | Zlato                 | Stříbro           | Bronz                 |
| ---- | ------------ | --------------------- | ----------------- | --------------------- |
| 2009 | Zakopane     | Yvonne Nautová        | Pak To-jong       | Roxanne van Hemertová |
| 2010 | Moskva       | Lotte van Beeková     | Yvonne Nautová    | Jelena Sochrjakovová  |
| 2011 | Seinäjoki    | Pak To-jong           | Kim Po-rum        | Pien Keulstraová      |
| 2012 | Obihiro      | Pak To-jong           | Kim Po-rum        | Pien Keulstraová      |
| 2013 | Klobenstein  | Antoinette de Jongová | Miho Takagiová    | Kaitlyn McGregorová   |
| 2014 | Bjugn        | Antoinette de Jongová | Melissa Wijfjeová | Jade van der Molenová |
| 2015 | Varšava      |                       |                   |                       |
| 2016 | Čchang-čchun |                       |                   |                       |

### Stíhací závod družstev
| Rok  | Místo        | Zlato                                                                           | Stříbro                                                                      | Bronz                                                                               |
| ---- | ------------ | ------------------------------------------------------------------------------- | ---------------------------------------------------------------------------- | ----------------------------------------------------------------------------------- |
| 2002 | Klobenstein  | Nizozemsko Mariska Huismanová, Annelies van der Ploegová, Elma de Vriesová      | Jižní Korea Čoj Jun-suk, I Po-ra, I So-jon                                   | Německo Monique Angermüllerová, Judith Hesseová, Nadine Seidenglanzová              |
| 2003 | Kuširo       | Nizozemsko Maaike Headová, Mariska Huismanová, Jorien Voorhuisová               | Japonsko Eriko Išinová, Minacu Onoderaová, Megumi Jamazakiová                | Kanada Marilou Asselinová, Brittany Schusslerová, Shannon Siboldová                 |
| 2004 | Roseville    | Nizozemsko Tessa van Dijková, Annette Gerritsenová, Jorien Voorhuisová          | Japonsko Eriko Išinová, Minacu Onoderaová, Maki Cudžiová                     | Kanada Marilou Asselinová, Shannon Rempelová, Brittany Schusslerová                 |
| 2005 | Seinäjoki    | Nizozemsko Annette Gerritsenová, Tessa van Dijková, Ireen Wüstová               | Jižní Korea I Ču-jon, I Sang-hwa, No Son-jong                                | Německo Stephanie Beckertová, Franziska Petereitová, Karoline Zillmannová           |
| 2006 | Erfurt       | Nizozemsko Foske Tamar van der Walová, Maren van Spronsenová, Ingeborg Kroonová | Jižní Korea Kim Ju-lim, I Ču-jon, No Son-jong                                | Japonsko Šoko Fudžimuraová, Masako Hozumiová, Šiho Išizawaová                       |
| 2007 | Innsbruck    | Nizozemsko Natasja Bruintjesová, Ingeborg Kroonová, Laurine van Riessenová      | Jižní Korea Kim Ju-lim, No Son-jong, Pak Sung-ču                             | Čína Fu Čchun-jen, Li Chaj-jang, Wang Meng-jing                                     |
| 2008 | Čchang-čchun | Nizozemsko Jorieke van der Geestová, Roxanne van Hemertová, Marrit Leenstraová  | Německo Bente Krausová, Denise Rothová, Dominique Thomasová                  | Čína Fu Čchun-jen, Li Chaj-jang, Chuang Paj-jing                                    |
| 2009 | Zakopane     | Nizozemsko Yvonne Nautová, Jorieke van der Geestová, Roxanne van Hemertová      | Japonsko Mai Kijamaová, Miho Takagiová, Risa Takajamaová                     | Jižní Korea An Či-min, Im Čong-su, Pak To-jong                                      |
| 2010 | Moskva       | Nizozemsko Lotte van Beeková, Roxanne van Hemertová, Yvonne Nautová             | Japonsko Miho Takagiová, Misaki Ošigiriová, Nana Takahašiová, Nana Takagiová | Jižní Korea Pak To-jong, Kim Hjon-jong, An Či-min                                   |
| 2011 | Seinäjoki    | Jižní Korea Kim Hjon-jong, Kim Po-rum, Im Čong-su, Pak To-jong                  | Japonsko Nacumi Kadová, Misaki Ošigiriová, Miho Takagiová, Nana Takahašiová  | Kanada Kali Christová, Kate Hanlyová, Jenessa Kempová, Brianne Tuttová              |
| 2012 | Obihiro      | Jižní Korea Pak To-jong, Kim Po-rum, Im Čong-su                                 | Japonsko Miho Takagiová, Nana Takagiová, Saori Toiová, Risa Takajamaová      | Rusko Anna Černovová, Alexandra Ščelkonogovová, Olesja Černegová, Taťjana Ušakovová |
| 2013 | Klobenstein  | Japonsko Ajano Satóová, Miho Takagiová, Saori Toiová                            | Jižní Korea Ho Jun-hi, Nam Či-un, Pak Čo-won                                 | Nizozemsko Reina Anemaová, Antoinette de Jongová, Jade van der Molenová             |
| 2014 | Bjugn        | Nizozemsko Antoinette de Jongová, Melissa Wijfjeová, Jade van der Molenová      | Jižní Korea Pak Čo-won, Pak Či-u, Nam Či-un                                  | Japonsko Nacumi Takajamaová, Nene Sakaiová, Ajano Satóová                           |
| 2015 | Varšava      |                                                                                 |                                                                              |                                                                                     |
| 2016 | Čchang-čchun |                                                                                 |                                                                              |                                                                                     |

## Medailová pořadí zemí
| Pořadí | Země             | Zlato | Stříbro | Bronz | Celkem |
| ------ | ---------------- | ----- | ------- | ----- | ------ |
| 1.     | Nizozemsko       | 9     | 11      | 10    | 30     |
| 2.     | Východní Německo | 9     | 6       | 5     | 20     |
| 3.     | Japonsko         | 7     | 5       | 7     | 19     |
| 4.     | USA              | 6     | 4       | 5     | 15     |
| 5.     | Německo          | 3     | 4       | 3     | 10     |
| 6.     | Kanada           | 3     | 1       | 0     | 4      |
| 7.     | Jižní Korea      | 2     | 1       | 2     | 5      |
| 8.     | Norsko           | 1     | 3       | 1     | 5      |
| 9.     | Česko            | 1     | 2       | 1     | 4      |
| 10.    | Polsko           | 1     | 1       | 1     | 3      |
| 11.    | Sovětský svaz    | 0     | 4       | 2     | 6      |
| 12.    | Čína             | 0     | 0       | 1     | 1      |
| 12.    | Rusko            | 0     | 0       | 1     | 1      |
| 12.    | Severní Korea    | 0     | 0       | 1     | 1      |
| 12.    | SNS              | 0     | 0       | 1     | 1      |
| 12.    | Švýcarsko        | 0     | 0       | 1     | 1      |

| Pořadí | Země        | Zlato | Stříbro | Bronz | Celkem |
| ------ | ----------- | ----- | ------- | ----- | ------ |
| 1.     | Nizozemsko  | 10    | 8       | 10    | 28     |
| 2.     | Česko       | 5     | 1       | 2     | 8      |
| 3.     | Jižní Korea | 3     | 5       | 1     | 9      |
| 4.     | Japonsko    | 2     | 3       | 3     | 8      |
| 5.     | Rakousko    | 2     | 1       | 0     | 3      |
| 6.     | Kazachstán  | 1     | 1       | 0     | 2      |
| 7.     | Rusko       | 1     | 0       | 4     | 5      |
| 8.     | Norsko      | 0     | 4       | 1     | 5      |
| 9.     | Švýcarsko   | 0     | 1       | 1     | 2      |
| 10.    | Kanada      | 0     | 0       | 2     | 2      |

| Pořadí | Země        | Zlato | Stříbro | Bronz | Celkem |
| ------ | ----------- | ----- | ------- | ----- | ------ |
| 1.     | Nizozemsko  | 10    | 0       | 1     | 11     |
| 2.     | Jižní Korea | 2     | 6       | 2     | 10     |
| 3.     | Japonsko    | 1     | 6       | 2     | 9      |
| 4.     | Německo     | 0     | 1       | 2     | 3      |
| 5.     | Kanada      | 0     | 0       | 3     | 3      |
| 6.     | Čína        | 0     | 0       | 2     | 2      |
| 7.     | Rusko       | 0     | 0       | 1     | 1      |